# Lasioptera ziziae
Lasioptera ziziae är en tvåvingeart som beskrevs av Ephraim Porter Felt 1908. Lasioptera ziziae ingår i släktet Lasioptera och familjen gallmyggor.
Artens utbredningsområde är Illinois. Inga underarter finns listade i Catalogue of Life.